# Karel Pezl
Karel Pezl (* 14. September 1927 in Domažlice; † 10. Oktober 2022) war der erste General der am 1. Januar 1993 gegründeten Tschechischen Republik. Seine Ernennung erfolgte am 23. September 1993.
Pezl war Absolvent der Militärakademien in Hranice und Prag. Ab 1948 war er als Ausbilder tätig und hatte auf verschiedenen Ebenen Führungs- sowie Stabsfunktionen inne. Zuletzt leitete er das Referat Operative Angelegenheiten des Generalstabs, bevor er im Jahr 1971 wegen seiner Sympathisierung mit dem Prager Frühling aus den Streitkräften ausgeschlossen wurde.
Am Vorabend der Wende beteiligte er sich an der Ausarbeitung einer reformierten Militärdoktrin. Im Jahr 1991 ernannte ihn Verteidigungsminister Luboš Dobrovský zu seinem Berater. Wenige Wochen später wurde er Nachfolger von Generalleutnant Anton Slimák als Chef des Generalstabs. Auf diesem Posten verblieb er bis zu seiner Ablösung durch Generaloberst Jiří Nekvasil im Juli 1993. Anschließend wurde er Militärberater von Präsident Václav Havel.
Pezl galt als starker Befürworter und Wegbereiter des Beitritts seines Landes zur NATO im Jahr 1999.